# Lucas Hufnagel
Lucas Hufnagel (georgisch ლუკას ჰუფნაგელი Lukas Hupnageli; * 29. Januar 1994 in München) ist ein deutsch-georgischer Fußballspieler.

## Karriere

### Im Verein
Hufnagel begann als Fünfjähriger beim Münchner Stadtteilverein TSV Milbertshofen mit dem Fußballspielen und kam zwei Jahre später zum FC Bayern München, bei dem er zehn Jahre lang ausgebildet wurde. Mit 17 Jahren wechselte er zum FC Ingolstadt 04 und ein Jahr später zur SpVgg Unterhaching. In der Saison 2012/13 wurde er vor allem in der U19, jedoch auch in der zweiten Herrenmannschaft eingesetzt. Ferner bestritt er ein Drittligaspiel für die erste Mannschaft. Im Mai 2013 wurde sein Vertrag bei den Hachingern bis 2015 mit Option bis 2016 verlängert.
Zur Saison 2015/16 wechselte Hufnagel zum Zweitligisten SC Freiburg. Am 31. Januar 2017 wurde er an den Zweitligisten 1. FC Nürnberg ausgeliehen und stieg am Saisonende 2017/18 in die Bundesliga auf.
Zur Saison 2018/19 kehrte Hufnagel nicht nach Freiburg, sondern zur in der 3. Liga spielenden SpVgg Unterhaching zurück, bei der er einen Vertrag mit einer Laufzeit bis zum 30. Juni 2021 unterschrieb. Im Mai 2021 kündigte er an, aufgrund anhaltender Hüftbeschwerden nach Auslaufen des Vertrags im Alter von 27 Jahren im Sommer 2021 seine Profi-Karriere zu beenden. Hufnagel wechselte im Anschluss an die Saison zum SV Donaustauf in die Bayernliga Süd.

### Nationalmannschaft
Lucas Hufnagel ist der Sohn eines deutschen Vaters und einer georgischen Mutter.
Er bestritt insgesamt zwölf Spiele in den Jugendauswahlen des georgischen Fußballverbands. Im November 2015 debütierte er in einem Freundschaftsspiel gegen Estland in der georgischen A-Nationalmannschaft. Seinen ersten Pflichtspieleinsatz bestritt er am 9. Oktober 2017 in Belgrad bei einem Qualifikationsspiel zur Weltmeisterschaft 2018 in Russland. Er wurde in der 87. Minute für Jaba Jighauri im Spiel gegen Serbien eingewechselt. Das Spiel ging mit 0:1 verloren.

## Erfolge
SC Freiburg
- Aufstieg in die Bundesliga: 2016

1. FC Nürnberg
- Aufstieg in die Bundesliga: 2018